# Brandstjärnen
Brandstjärnen är en sjö i Rättviks kommun i Dalarna och ingår i Dalälvens huvudavrinningsområde. Sjön har en area på 0,0428 kvadratkilometer och ligger 274,6 meter över havet.

## Delavrinningsområde
Brandstjärnen ingår i det delavrinningsområde (677352-147258) som SMHI kallar för Mynnar i Ukerån. Medelhöjden är 313 meter över havet och ytan är 8,47 kvadratkilometer. Det finns inga avrinningsområden uppströms utan avrinningsområdet är högsta punkten. Vattendraget som avvattnar avrinningsområdet har biflödesordning 4, vilket innebär att vattnet flödar genom totalt 4 vattendrag innan det når havet efter 377 kilometer. Avrinningsområdet består mestadels av skog (94 procent). Avrinningsområdet har 0,04 kvadratkilometer vattenytor vilket ger det en sjöprocent på 0,5 procent.